# Trans-Pacific Partnership

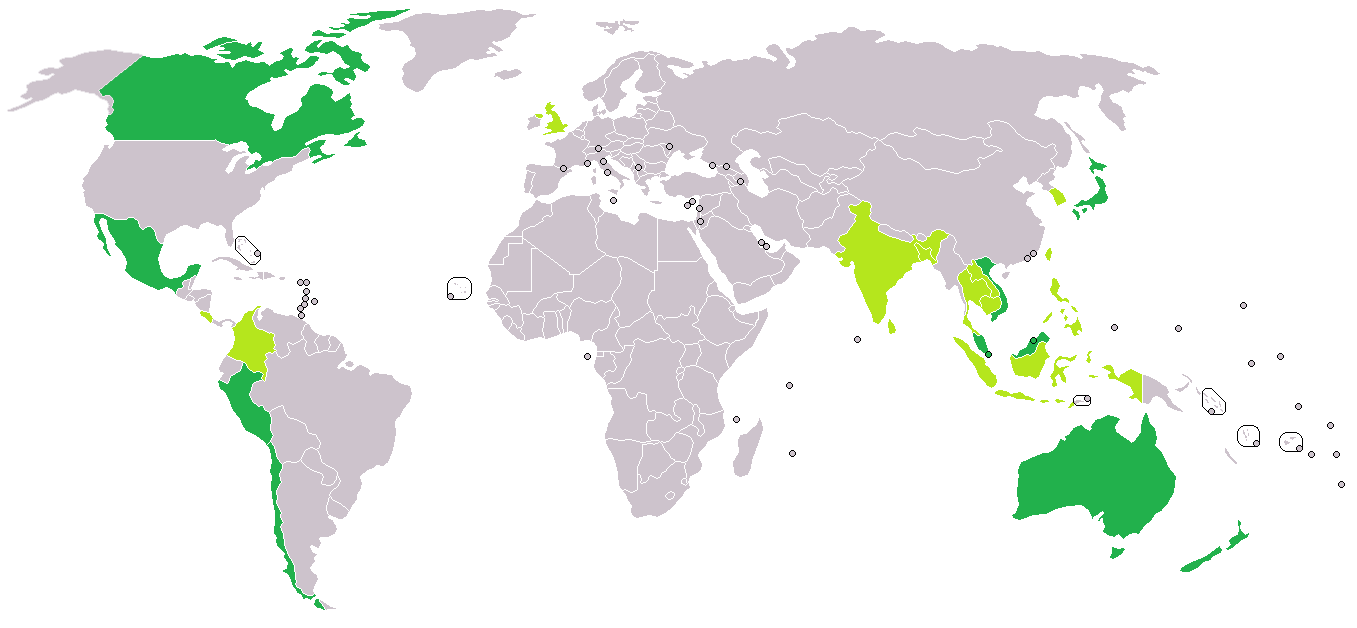
Huidige onderhandelingspartners
Kandidaat-partners
Potentiële kandidaten

Het Trans-Pacific Partnership (TPP)  (Trans-Pacifisch Partnerschap) was een voorgesteld vrijhandelsverdrag, waarover werd onderhandeld tussen Australië, Brunei, Canada, Chili, Japan, Maleisië, Mexico, Nieuw-Zeeland, Peru, Singapore, en Vietnam. Op 23 januari 2017 tekende de Amerikaanse president Donald Trump een presidentieel besluit om de VS terug te trekken van het verdrag. Eerder had Vietnam al besloten om het verdrag niet te ratificeren.

## Trans-Pacific Partnership (TPP)
Onderhandelingen over het ontwerp begonnen in 2005 als Trans-Pacific Strategic Partnership Agreement (TPSEP of P4). Het initiatief werd genomen door Brunei, Chili, Nieuw-Zeeland en Singapore. In maart 2008 sloot de Verenigde Staten zich aan en in 2010 volgden Vietnam en Maleisië. Op 12 november 2011 gaven de (toen negen) partnerlanden aan dat het TPP was bedoeld "om handel en investeringen te bevorderen tussen de TPP partners, innovatie, economische groei en ontwikkeling te stimuleren, en banen te scheppen." De deelnemende landen hoopten de onderhandelingen te kunnen afronden tegen 2012, maar door onenigheid inzake landbouw, intellectuele eigendom, en diensten en investeringen sleept het proces tot op vandaag aan. 
Behalve voor de bevordering van de handel, hebben Japan en andere Aziatische landen ook een geopolitiek doel. De economische opkomst van de Volksrepubliek China en zijn houding op het gebied van de internationale vrijhandel in organisaties zoals de WTO worden als een bedreiging ervaren. Met de bundeling van de krachten is een meer gecoördineerd optreden tegen het land mogelijk. China was sceptisch over de TPP, zij zag de sterke rol van de VS als een poging om de invloed van China in de regio en op economisch gebied te beperken. China kwam met een alternatief plan, het zogenaamde Regional Comprehensive Economic Partnership (RCEP).
Oppositie tegen het vrijhandelsverdrag komt van onder meer gezondheidswerkers, milieuactivisten, vakbonden, privacy-experts en verkozen politici. Zij maken vooral bezwaar tegen de geheimhouding bij de onderhandelingen en de draagwijdte van het verdrag. Deze controverse is gelijklopend met die ten aanzien van andere handelsverdragen waarbij de VS zijn betrokken, zoals TTIP, CETA, NAFTA, enz.
Details van het ontwerpverdrag werden gelekt door Wikileaks.
Op 4 februari 2016 werd het verdrag officieel getekend in Auckland.
Op 23 januari 2017 tekende president Donald Trump een presidentieel besluit (executive order) waarmee hij de VS terugtrok uit het TPP-handelsverdrag. Daarmee kwam hij een verkiezingsbelofte na. Eerder had ook al de Vietnamese premier besloten de ratificatie van het TPP-handelsverdrag stop te zetten, vanwege met name de politieke ontwikkelingen in de VS. Onder de regels, zou TPP in werking treden als landen met minimaal 85% van het totale bruto nationaal product (bnp) van de 12 deelnemers, zouden instemmen met de regels. De VS alleen vertegenwoordigd 60% van het bnp waarmee de kans op slagen nul zou zijn onder Trump.

## Comprehensive and Progressive Agreement for TPP
In maart 2017 nam Japan het initiatief TPP nieuw leven in te blazen, maar nu zonder de deelname van de Verenigde Staten. Japan wil met de tekst die reeds op tafel lag, verder onderhandelen met de 10 andere landen.
De 11 landen bereikten een akkoord in januari 2018 en op 8 maart 2018 werd de tekst door alle landen ondertekend. De oude TPP tekst is grotendeels behouden, maar diverse punten die vooral in het belang van de VS waren, zijn geschrapt. De twee meest controversiële onderdelen hiervan waren, de Investeerder-staatarbitrage en de verlenging van het auteursrecht. De totale waarde van het bruto binnenlands product van de deelnemers is US$ 13.500 miljard, of ruim 13% van het wereld totaal. Inclusief de VS zou dit US$ 28.000 miljard of 36% zijn geweest. Landen als het Verenigd Koninkrijk, Indonesië en Zuid-Korea hebben ook belangstelling getoond om zich hierbij aan te sluiten. In april 2018 gaf Trump aan mee te willen doen, maar alleen als de afspraken in het voordeel van de VS worden aangepast.
De overeenkomst treedt na 60 dagen inwerking wanneer zes landen de overeenkomst hebben geratificeerd. Mexico was de eerste in juni 2018. Eind oktober was Australië het zesde land en daarmee is de overeenkomst van kracht per 30 december 2018.